# Metajapyx magnifimbriatus
Metajapyx magnifimbriatus är en urinsektsart som beskrevs av Muegge och Bernard 1990. Metajapyx magnifimbriatus ingår i släktet Metajapyx och familjen Japygidae. Inga underarter finns listade i Catalogue of Life.